# Gara Berheci
Gara Berheci – wieś w Rumunii, w okręgu Gałacz, w gminie Gohor. W 2011 roku liczyła 379 mieszkańców.